# Couche d'air saharien
La couche d’air saharien (CAS) est une masse d'air extrêmement chaude, sèche et parfois chargé de poussière de l'atmosphère terrestre qui provient du désert du Sahara en Afrique du Nord. Cette masse est récurrente, se formant surtout du printemps à l'automne, et s'étend de la surface jusque plusieurs kilomètres d'altitude. 

## Description
La région près de la surface dans la masse d'air saharien subit un fort réchauffement par transfert thermique de la couche sous-jacente. Cet extrême réchauffement diurne crée une instabilité dans la couche la plus basse de l'atmosphère, réchauffant et asséchant l'air près de la surface et refroidissant tout en humidifiant l'air près du sommet de la couche par mélange convectif. Des perturbations atmosphériques, comme des complexes orageux, peuvent alors se former au-dessus de l’Afrique du Nord dès que l'air passe dans une région plus humide au sol ou en altitude. Ces derniers produisent régulièrement de vastes tempêtes de poussière et de sable, dont quelques-unes vont jusqu'à 6 000 m d’altitude. L'instabilité peut aussi parfois persister la nuit par la perte thermique par rayonnement au sommet de la couche d'air saharien.
D'autre part, la limite sud de cet air chaud du désert agit essentiellement comme un front dont les vents associés sont une source majeure des ondes africaines précurseurs de la formation des cyclones tropicaux.

### Impact de l'épaisseur de la couche limite
Comme le sol du désert est souvent constitué de poussières très fines, lorsque de la convection se produit dans la couche limite, l'air se remplit de fines particules jusqu'au niveau de l'inversion qui sont ensuite évacuées hors du désert. L'épaisseur de la couche limite aura donc une influence certaine sur la sévérité du transport de poussières hors de la région.
L'épaisseur de la couche limite est considérable à l'intérieur de la péninsule arabique : elle atteint 1 km en hiver et 5 km en été. Le même phénomène se produit dans l'ouest du Sahara. Cependant, contrairement à ce que l'on pourrait penser, au centre du Sahara la couche limite est peu épaisse et il en est de même dans le désert libyen ou égyptien. Cela est dû à l'advection d'air « frais » provenant de la mer Méditerranée par flux de nord (l'harmattan ?). Ainsi à Sabbah, la couche limite ne dépasse guère 1 km en plein été.

## Transport de poussière

### Absence de transport de poussière à partir des déserts côtiers
Sur la côte du Sahara occidental, il se produit le même phénomène qu'en Namibie. Des stratus ou brouillards côtiers se forment dus à la température de la mer très fraîche. Ainsi à Nouadhibou sur la côte atlantique, la température moyenne de juillet en pleine journée n'est que de 28 °C alors qu'à 1 km d'altitude, la température de l'air est de 30 °C ce qui montre une inversion de température marquée. Les précipitations y sont quasiment nulles ce qui n'empêche point l'existence d'une végétation conséquente. En effet des rosées abondantes et des brouillards côtiers se forment sur la côte atlantique.
Ainsi, la Namibie a aussi un désert côtier frais avec brouillards. Cependant, la « ville » de Hoachanas située à l'intérieur des terres abrite un centre de vol à voile réputé à cause des excellentes conditions climatiques. Cela prouve qu'à l'intérieur des terres vers l'est, la couche limite devient épaisse et confirme les affirmations de Warner.

### Transport des poussières provenant des déserts continentaux

Poussière traversant l'Atlantique.

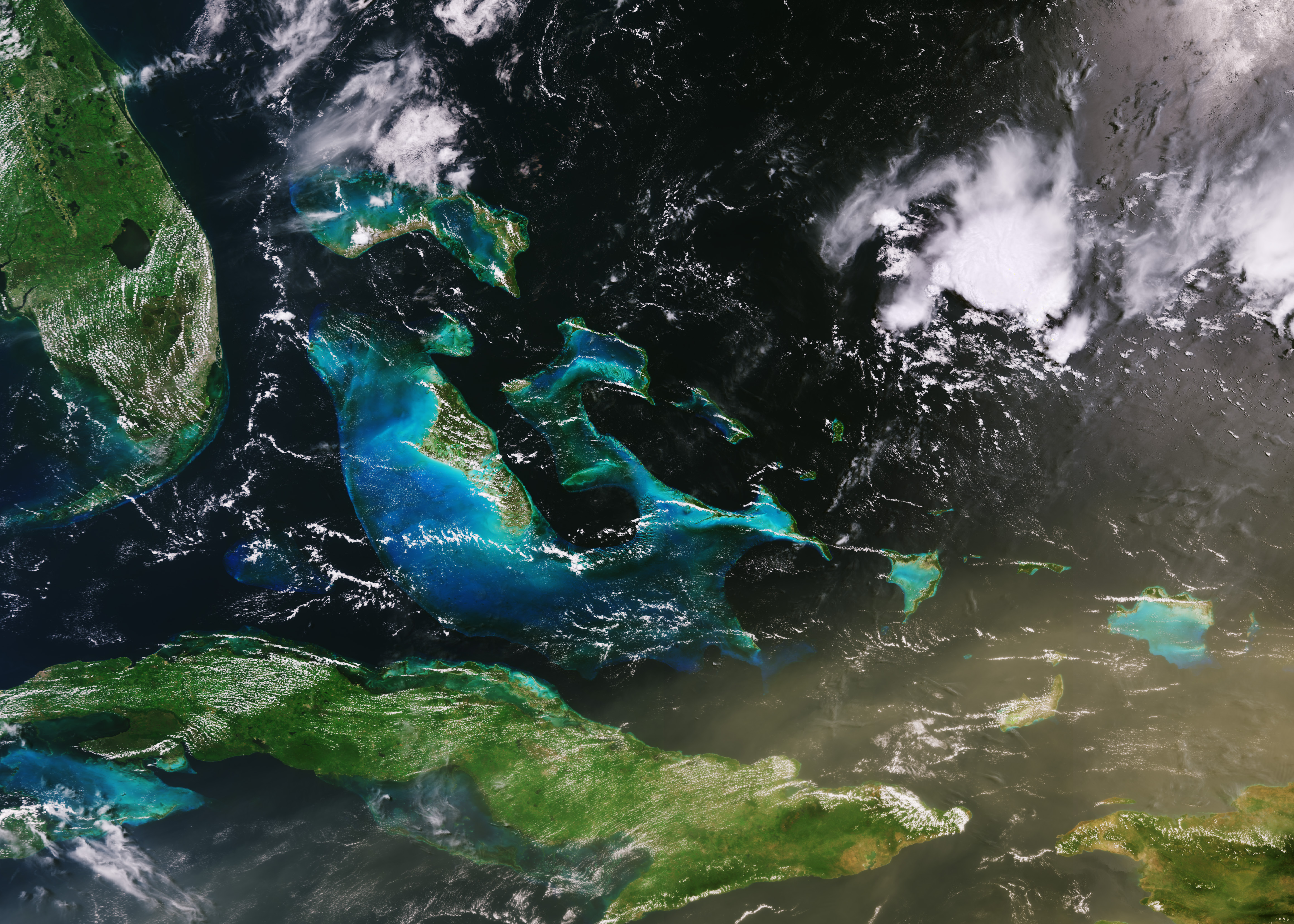
Particules de poussière au-dessus de Cuba.

Par contre dans la masse d'air provenant de l'intérieur, le vent augmente avec l'altitude et elle se déplace ensuite au-dessus de l’océan Atlantique grâce au courant-jet africain d'Est. Ainsi en saison, une onde tropicale saharienne sort de la côte africaine à chaque 3 à 5 jours. La masse d'air est alors soulevée par la masse plus dense, froide et humide d’air marin. Ceci cause une couche d'inversion où la température augmente avec l’altitude ce qui supprime toute convection provenant de la couche marine mais les poussières capturées en altitude peuvent alors se propager en mer à l’intérieur de la couche d'air saharien (CAS) aussi loin à l’ouest que l’Amérique du Nord,,.
Dans le cas de l’Afrique, le vent souffle 20 % de la poussière d’une tempête au Sahara au-dessus de l’océan Atlantique, et 20 % de celle-ci, ou 4 % de la poussière d’une seule tempête, arrive jusqu’à la partie ouest de l’Atlantique. Le restant se dépose dans l’océan ou est lessivé de l’air par les précipitations. Les scientifiques pensent ainsi que les mesures prises en juillet 2000 à Porto Rico, presque 8 millions de tonnes, égalaient à peu près à un cinquième des dépôts de poussières annuels. Ces nuages de poussières sont visibles sur les photos satellitaires comme des nuances allant de blanc laiteux jusqu'au gris, similaires à de la brume.
Lorsque la CAS passe au-dessus des îles Canaries, où ce phénomène est appelé Calima, elle se manifeste par un brouillard qui réduit la visibilité et dépose une couche de poussière partout.
La couche saharienne peut aussi atteindre l'Europe ou l'Asie via des tempêtes venant d'Afrique du Nord ou portée par des vents comme le sirocco et le Chamsin,. La poussière atteint des hauteurs de plusieurs kilomètres et prend généralement entre deux jours et une semaine avant d'atteindre les Alpes. De manière générale, elles contribuent largement à la concentration des aérosols pendant le printemps (de mars à juin) ainsi qu'en octobre et novembre. Il n'y a que des évènements épars en été et très courts en hiver.

## Effet climatique
La CAS est un sujet d’étude très vivant. Les recherches actuelles indiquent que les particules de poussières riches en fer, souvent présentes dans la CAS, augmente l'albédo et réfléchissent les radiations solaires, ce qui refroidit l’atmosphère. Ces particules réduisent aussi la quantité d'énergie solaire arrivant jusqu’à l’océan et donc réduisent le réchauffement des eaux océaniques.
Les particules ont aussi tendance à augmenter la condensation pendant qu’elles dérivent dans la couche marine inférieure, servant de noyaux de condensation. Les quantités de précipitations sont cependant peu influencées car les gouttes formées sont trop petites pour tomber et n’ont pas tendance à facilement se fusionner. Ces gouttelettes s’évaporent donc plus facilement quand elles bougent latéralement dans de l’air plus sec ou quand l’air sec ce mélange avec l’air supérieur à la CAS,.
Des recherches sur les aérosols montrent aussi que la présence de petites particules dans l’air a tendance à amoindrir les vents. Il a aussi été observé que la CAS réduit le développement et l’intensification des cyclones tropicaux en asséchant la masse d'air, ce qui diminue les zones organisées d'orages, et en introduisant un fort cisaillement des vents avec l'altitude dans le système,. Un exemple d'inhibition  causé par une CAS persistante est celui de la saison cyclonique 2006 dans l'océan Atlantique nord où le nombre d'ouragans fut restreint à 5. 

## Impact sur la végétation
Une conséquence positive est le fait que le sable saharien sert d'engrais à la végétation. Ces poussières sont composées de minéraux précieux permettant de revitaliser la végétation, notamment le fer, le calcium, le magnésium et le phosphore.

## Intérêt pour la paléoclimatologie
Une partie des poussières sahariennes se déposent en mer, coule et reste traçable dans les sédiments marins du passé. Cette sédimentation a notamment été utilisée comme source d'information sur les paléoclimats nord-africain. 

En 2018, une étude a présenté le premier  enregistrement de poussière saharienne sur plusieurs cycles glaciaires (240 000 ans) qui a pu être réalisé grâce à un nouveau procédé de normalisation des mesures de flux de poussière basé sur le 230Th. 
Ce travail montre - pour la marge ouest-africaine - une forte corrélation des envols de poussière avec l'insolation estivale, et des changements limités entre périodes glaciaires et interglaciaires, évoquant une variabilité cohérente dans la ceinture de mousson africaine tout au long du Pléistocène. Mais les émissions de poussières sahariennes aux basses latitudes n'étaient pas synchrones avec celles des latitudes moyenne et élevée, ce qui remet en question l'utilisation des enregistrements de poussières Plio-Pléistocène existants pour étudier les liens entre le climat et l'évolution des hominidés.

## Transport de particules radioactives de césium-137

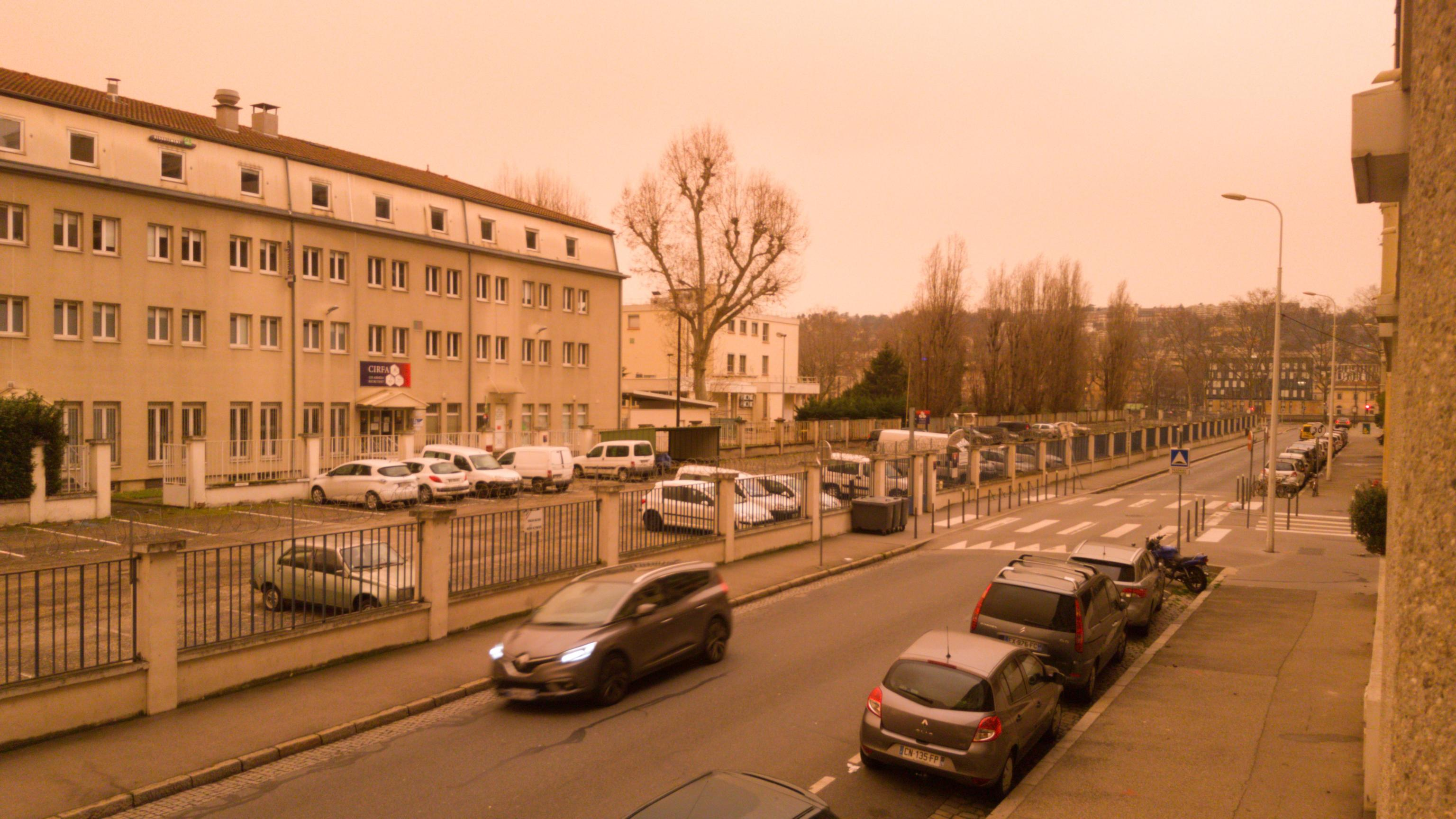
Une rue de Lyon (France) sous une couche d'air saharien

Les aérosols transportés par la couche d'air saharien peuvent contenir des traces de césium-137, un élément radioactif produit lors des essais nucléaires français dans le Sahara algérien entre 1960 et 1966. Des retombées de césium-137 charriées par la couche d'air saharien sont d'ailleurs régulièrement mesurées jusqu'en France. Cette très faible pollution a été estimée en février 2022 à 80 000 Becquerel par kilomètre carré, ce qui ne présente pas de dangerosité, contrairement aux niveaux encore élevés mesurées à proximité des sites de tests.